# Penthimia nitida
Penthimia nitida är en insektsart som beskrevs av Lethierry 1876. Penthimia nitida ingår i släktet Penthimia och familjen dvärgstritar. Inga underarter finns listade i Catalogue of Life.